# Jean (futbolista)
Jean Raphael Vanderlei Moreira (Campo Grande, Brasil, 24 de junio de 1986), más conocido como Jean, es un futbolista brasileño. Juega como mediocentro defensivo y como lateral derecho y su equipo actual es el USL Dunkerque de la Ligue 2.

## Selección nacional
Ha sido internacional con la selección de fútbol de Brasil en 6 ocasiones.

### Participaciones en Copas Confederaciones
| Copa                           | Sede   | Resultado | Partidos | Goles |
| ------------------------------ | ------ | --------- | -------- | ----- |
| Copa FIFA Confederaciones 2013 | Brasil | Campeón   | 0        | 0     |

## Clubes
| Club                    | País     | Año       |
| ----------------------- | -------- | --------- |
| São Paulo               | Brasil   | 2004-2012 |
| → América (SP) (cedido) | Brasil   | 2006      |
| → Marília (cedido)      | Brasil   | 2007      |
| → Penafiel (cedido)     | Portugal | 2008      |
| → Fluminense (cedido)   | Brasil   | 2012      |
| Fluminense              | Brasil   | 2013-2015 |
| Palmeiras               | Brasil   | 2016-     |
| → Cruzeiro (cedido)     | Brasil   | 2020      |

## Palmarés

### Campeonatos regionales
| Título             | Club       | País   | Año  |
| ------------------ | ---------- | ------ | ---- |
| Campeonato Carioca | Fluminense | Brasil | 2012 |
| Taça Guanabara     | Fluminense | Brasil | 2012 |

### Campeonatos nacionales
| Título  | Club       | País   | Año  |
| ------- | ---------- | ------ | ---- |
| Serie A | São Paulo  | Brasil | 2008 |
| Serie A | Fluminense | Brasil | 2012 |
| Serie A | Palmeiras  | Brasil | 2016 |
| Serie A | Palmeiras  | Brasil | 2018 |

### Copas internacionales
| Título               | Selección | Sede   | Año  |
| -------------------- | --------- | ------ | ---- |
| Copa Confederaciones | Brasil    | Brasil | 2013 |

### Distinciones individuales
| Distinción                                      | Año  |
| ----------------------------------------------- | ---- |
| Parte del equipo del año del Brasileirão        | 2012 |
| Parte del equipo del año del Campeonato Carioca | 2013 |
| Bola de Prata                                   | 2016 |
| Premio Craque do Brasileirão                    | 2016 |
| Parte del equipo del año del Brasileirão        | 2016 |